# Нюрбинский район
Нюрби́нский улу́с (якут. Ньурба улууһа ) административно-территориальная единица (улус или район) и муниципальное образование (муниципальный район) в Республике Саха (Якутия) Российской Федерации.
Один из крупнейших промышленных, культурных и административных улусов республики.
Административный центр — город Нюрба.

## География
Площадь района — 52,4 тыс. км². Протяженность района с севера на юг составляет 275 км, а с запада на восток — 187 км.
Район граничит на севере с Оленёкским районом, на востоке — с Верхневилюйским, на юге и юго-западе — с Сунтарским районом и на северо-западе — с Мирнинским районом.
Природные условия
Район расположен на Центрально-Якутской равнине. По территории района протекает река Вилюй с притоками Марха, Тюкэн и Ыгыатта. Крупные озёра: Дёнгкюдей, Сюгдер, Иесердях и Муосаны.
Средняя температура января −36…−38 °C, июля +16…+18 °C. Осадков выпадает 200—250 мм в год.
Интересно, что именно Нюрбинскому району принадлежат самые низкие поздевесенние температуры в начале 2-ц части весны и самые поздние понижения менее -40° к Республике и тут они несколько опережают дахе Оймяконья по дате, к примеру в Чумпуруке 17 апреля 1989 года температура упала до -41.3°, что стало официальным рекордом самой поздней даты опускания за эту отметку, всего за 44.7 дня до календарного лета, часто после центра весны холод стекается и концентрируется именно здесь, на фоне более безморозных остальных улусов Саха, и по потолку охлаждения воздуха в этот период, пределу выхолаживание весной район крайне схож с Кобяйским и с селом Батамай, в переходные сезоны континентальность улуса заметно превышает остальные районы Якутии. Уже 3 декабря 2002 года к утру температура в Нюрбинском районе понизилась как минимум до -59.8° и достигла практически -60°, что ниже ноябрьских минимумов Усть-Момы и Шелагонец, и является одной из самых ранних дат зимнего понижения утром ниже этой цифры в Якутии, а в первые числа старта февраля 2014 здесь также могло произойти понижение недалёко до чистых цифр под -60°, пока оно остаётся самым поздним зимой с достижением настолько низкой цифры за век.

## История
По мнению многих этнографов нюрбинцы происходят от хангаласского племени якутов. Это хорошо видно на исторических названиях наслегов Нюрбинского улуса: Кангаласский, Жарканский, Бордонский, Малджагарский и т. д.
Улус получил своё название от озера Нюрба (як. Ньурба), на берегу которого жила девушка Джархан (як. Дьаархан), почитаемая как родоначальница нюрбинских и сунтарских якутов. По легендам, собранными Ксенофонтовым Г. В., племя, к которому принадлежала Джархан, было уничтожено воинственными туматами. Приняв участие в лучном бою наравне с мужчинами, девушка бежит на лодке-берестянке и укрывается в долине Туймаада, найдя приют у Мунньан Дархана — отца исторически известного Тыгына. Джархан вышла замуж за Мунньан Дархана и родила трёх сыновей: Быркынаа Боотур, Тойук Булгудах и Босхон Бэлгэтии.
После смерти Мунньан Дархана, не смирившись с притеснениями воинственного Тыгына — старшего сына Мунньана, Джархан с сыновьями возвратилась в свои родные края — на Вилюй. Победив врагов своей матери, братья обосновали древние роды Хочинского, Сунтарского и Мархинского улусов.
В официальной исторической литературе Нюрба наиболее подробно упоминается в трудах Ричарда Карловича Маака, путешествовавшего по Вилюю с научно-исследовательской целью в 1854—1855 гг. В своей книге «Вилюйский округ» он писал: «Селение Нюрба находится на том месте, где прежде было Нюрбинское озеро, отстоявшее от реки Вилюй на несколько десятков саженей и спущенное неимоверными усилиями трудолюбивых жителей», особо отметив, что «предприятие это, увенчавшееся успехом, может считаться одним из самых грандиозных в своём роде в Сибири».
В современных границах район образован 9 января 1930 года, ему было дано название Мегежекский район. В 1938 году Мегежекский район был переименован в Нюрбинский район. В 1963 году Нюрбинский и Сунтарский районы были объединены в Ленинский район. В 1965 году Сунтарский район был отделён от Ленинского. Постановлением Верховного Совета Республики Саха (Якутия) от 5 февраля 1992 года Ленинский район был переименован в Нюрбинский район.

## Население
| 1970    | 1979    | 1989    | 2002    | 2009    | 2010    | 2011    | 2012    | 2013    |
| ------- | ------- | ------- | ------- | ------- | ------- | ------- | ------- | ------- |
| 26 159  | ↗26 593 | ↗28 672 | ↘25 858 | ↘14 397 | ↗25 258 | ↘25 248 | ↘24 960 | ↘24 693 |
| 2014    | 2015    | 2016    | 2017    | 2018    | 2019    | 2020    | 2021    | 2022    |
| ↘24 512 | ↘24 383 | ↘24 280 | ↘24 135 | ↘23 960 | ↘23 716 | ↘23 613 | ↘23 303 | ↘23 225 |
| 2023    |         |         |         |         |         |         |         |         |
| ↘22 997 |         |         |         |         |         |         |         |         |

### Урбанизация
В городских условиях (город Нюрба) проживают  43,72 % населения района.

## Муниципально-территориальное устройство
Нюрбинский район (улус), в рамках организации местного самоуправления, включает 19 муниципальных образований, в том числе 1 городское поселение и 18 сельских поселений (наслегов):
| №  | Муниципальное образование | Административный центр | Количество населённых пунктов | Население (чел.) | Площадь (км²) |
| -- | ------------------------- | ---------------------- | ----------------------------- | ---------------- | ------------- |
| 1  | город Нюрба               | город Нюрба            | 1                             | ↘10 055          | 19,21         |
| 2  | Аканинский наслег         | село Акана             | 2                             | ↗493             | 1539,85       |
| 3  | Бордонский наслег         | село Малыкай           | 1                             | ↗1697            | 19753,87      |
| 4  | Дикимдинский наслег       | село Дикимдя           | 1                             | ↗333             | 127,82        |
| 5  | Едейский наслег           | село Едей              | 1                             | ↗186             | 263,81        |
| 6  | Жарханский наслег         | село Жархан            | 1                             | ↗363             | 273,80        |
| 7  | Кангаласский наслег       | село Ынахсыт           | 1                             | ↘582             | 420,01        |
| 8  | Кюндядинский наслег       | село Кюндяде           | 2                             | ↘944             | 1734,41       |
| 9  | Мальжагарский наслег      | село Бысыттах          | 1                             | ↘525             | 1874,51       |
| 10 | Мархинский наслег         | село Энгольжа          | 1                             | ↘484             | 233,22        |
| 11 | Мегежекский наслег        | село Хаты              | 1                             | ↗431             | 5189,77       |
| 12 | Нюрбачанский наслег       | село Нюрбачан          | 1                             | →548             | 1885,82       |
| 13 | Октябрьский наслег        | село Антоновка         | 2                             | ↗2781            | 1436,28       |
| 14 | Сюлинский наслег          | село Сюля              | 1                             | ↗520             | 160,13        |
| 15 | Таркайинский наслег       | село Хатын-Сысы        | 2                             | ↘974             | 918,41        |
| 16 | Тюмюкский наслег          | село Мар               | 1                             | ↗933             | 1315,92       |
| 17 | Хорулинский наслег        | село Сайылык           | 1                             | ↗780             | 12278,04      |
| 18 | Чаппандинский наслег      | село Чаппанда          | 2                             | ↘794             | 1153,72       |
| 19 | Чукарский наслег          | село Чукар             | 1                             | ↘614             | 1857,64       |

### Населённые пункты
В Нюрбинском районе 24 населённых пункта.
| №  | Населённый пункт | Тип   | Население | Муниципальное образование |
| -- | ---------------- | ----- | --------- | ------------------------- |
| 1  | Акана            | село  | ↘396      | Аканинский наслег         |
| 2  | Антоновка        | село  | ↗3102     | Октябрьский наслег        |
| 3  | Арангастах       | село  | ↘24       | Кюндядинский наслег       |
| 4  | Бысыттах         | село  | ↘525      | Мальжагарский наслег      |
| 5  | Дикимдя          | село  | ↗333      | Дикимдинский наслег       |
| 6  | Едей             | село  | ↗186      | Едейский наслег           |
| 7  | Жархан           | село  | ↗363      | Жарханский наслег         |
| 8  | Киров            | село  | ↘222      | Таркайинский наслег       |
| 9  | Кюндяде          | село  | ↘789      | Кюндядинский наслег       |
| 10 | Малыкай          | село  | ↗1697     | Бордонский наслег         |
| 11 | Мар              | село  | ↗933      | Тюмюкский наслег          |
| 12 | Нефтебаза        | село  | ↘112      | Октябрьский наслег        |
| 13 | Нюрба            | город | ↘10 055   | город Нюрба               |
| 14 | Нюрбачан         | село  | →548      | Нюрбачанский наслег       |
| 15 | Сайылык          | село  | ↗780      | Хорулинский наслег        |
| 16 | Салтаны          | село  | ↘5        | Чаппандинский наслег      |
| 17 | Сюля             | село  | ↗520      | Сюлинский наслег          |
| 18 | Хаты             | село  | ↗431      | Мегежекский наслег        |
| 19 | Хатын-Сысы       | село  | ↘635      | Таркайинский наслег       |
| 20 | Чаппанда         | село  | ↘778      | Чаппандинский наслег      |
| 21 | Чкалов           | село  | ↘30       | Аканинский наслег         |
| 22 | Чукар            | село  | ↘614      | Чукарский наслег          |
| 23 | Ынахсыт          | село  | ↘582      | Кангаласский наслег       |
| 24 | Энгольжа         | село  | ↘484      | Мархинский наслег         |

## Экономика
Полезные ископаемые — алмазы, золото, бурый уголь, камнесамоцветное сырьё (агаты, сердолики, яшма).
На территории района работают компания АЛРОСА, В 2003 г. в строй вступил Нюрбинский ГОК, один из крупнейших в мире.
Нюрбинский горно-обогатительный комбинат, в техническом смысле не имеет аналогов в мире.
Нюрбинский район является регионом-донором для бюджета Якутии. ВРП района в 2005 году составил 540 млн долларов США, что в пересчёте на душу населения составляет 21 тыс. долларов (сопоставим с аналогичным показателем европейских стран).
Одной из самых серьёзных проблем для нюрбинской экономики (помимо общеякутской — слаборазвитость транспортной схемы) является негазифицированность Нюрбинского района, что делает нерентабельным многие виды экономической деятельности.

## Транспорт
По территории района проходит автодорога федерального значения «Вилюй» («Якутск—Вилюйск—Нюрба—Мирный»). Общая протяжённость автодорог с грунтовым покрытием в районе составляет 520 км.
В Нюрбе имеются аэропорт, речная пристань.
В 2015 году, ОАО «Сибмост» (Новосибирск) приступило к строительству мостового перехода через реку Марха на автодороге Якутск — Мирный.
Длина основного моста составит 560 м, также предусмотрено строительство поблизости двух мостов через реку Марха длиной 55 м и 34 м.Срок выполнения работ — октябрь 2018 года. 
Заказчиком строительства выступает ФКУ «Упрдор «Вилюй» (структура Росавтодора). Стоимость контракта — 4,7 млрд рублей.

## Люди, связанные с районом
- Васильев, Степан Васильевич (1896, Нюрбинский район — 1943) — советский государственный и политический деятель, руководитель группы тяжёлой промышленности Комиссии партийного контроля при ЦК РКП(б).
- МЕГЕЖЕКСКИЙ (Ксенофонтов) Михаил Васильевич (1898 - 1929) один из борцов за новую жизнь, организовавших и руководивших демонстрациями и митингами молодежи и трудящихся. Сентябрь 1917г – вступил в ряды ВКП (б) 1918г – был политруком красногвардейского отряда В.Д.Котенко. 1918г – был арестован белой дружиной Средневилюйского улуса и передан военно-полевому суду. Март 1919г – был освобожден с помощью С.Н.Донского1. Июнь 1919г – создает кружок среди молодежи «Юный коммунист». Кружок «Юный коммунист» стал фундаментом возникновения комсомола Якутии. Летом 1922г. Михаил Мегежекский поступил в Московский коммунистический университет трудящихся Востока.1925г – Михаил Мегежекский избирается ответственным секретарем областной контрольной комиссии ВКП (б) и наркомом рабоче – крестьянской инспекции. Апрель 1926г – Михаил Мегежекский был избран членом президиума, а затем председателем ЯЦИК. Март 1927г – Михаил Мегежекский избирается кандидатом в члены Центрального Испольнительного Комитета СССР. 1929г – был включен в члены комиссии ЦКК по проверке рядов Якутской партийной организации, был председателем областной контрольной комиссии и членом комиссии ЦКК ВКП (б). Он твердо отстаивал чистоту партийных рядов. 31 августа 1929г – умер заместитель председателя ЦИК ЯАССР, активный большевик Якутии и закаленный в революционной борьбе ленинец – Михаил Васильевич Мегежекский. В годы сталинских репрессий М.В.Мегежекского посмертно причислили к стану «врагов народа» Только после ХХ съезда партии имя Михаила Васильевича Мегежекского было восстановлено, реабилитировано.
- Овчинникова, Александра Яковлевна (1914, Нюрбинский район — 2009) — советский партийный, государственный деятель, заместитель Председателя Президиума Верховного Совета РСФСР.
- Винокуров, Валерий Афанасьевич[27] — физик, выпускник МГУ имени М. В. Ломоносова, уроженец Нюрбы. Впервые в мире разработал систему защиты радиолокационных станций (РЛС) от воздействия пассивных помех. О значении этого изобретения руководство отозвалось следующими словами: «Благодаря одному из изобретений В. А. Винокурова в 1950—1960-х годах зенитные ракетные системы, обороняющие Москву, были существенно усовершенствованы, что позволило более надёжно защитить столицу от возможной в то время угрозы воздушного нападения».
- Чусовской, Николай Николаевич (1910, Нюрбинский район — 1977) — Герой Советского Союза. участник Великой Отечественной войны, командир батальона 172-го гвардейского стрелкового полка 57-й гвардейской стрелковой дивизии 8-й гвардейской армии1-го Белорусского фронта, гвардии капитан.

## Спорт
Нюрбинская школа бокса известна и за пределами Якутии. В 1950-е годы на республиканской и всесоюзной выступал нюрбинец Филипп Анисимов, пятикратный чемпионом ЯАССР. В его активе также имеется победа над молодым Владимиром Сафроновым, в 1956 году ставшим первым советским олимпийским чемпионом по боксу. Брат Филиппа — Валерий Анисимов трижды становился чемпионом республики.
В 1972 году в Якутске в финале чемпионата Сибири и Дальнего Востока среди юношей нюрбинец Владимир Прокопьев одолел чемпиона СССР среди юношей, будущую звезду советского бокса Виктора Рыбакова.
Также воспитанниками школы являются:
- Георгий Балакшин, заслуженный мастер спорта России, бронзовый призёр Олимпийских игр 2008 в Пекине, трёхкратный чемпион Европы и шестикратный чемпион России по боксу.
- Виктор Ефремов, мастер спорта международного класса, неоднократный призёр чемпионатов СССР, победитель многих международных турниров.
- Александр Тыасытов, мастер спорта СССР.
- Александр Иванов, первый советский чемпион мира по кикбоксингу.
- Василий Васильев, заслуженный мастер спорта России, двукратный чемпион мира по кикбоксингу.
- Дмитрий Ушканов, обладатель суперкубка мира по тайскому боксу среди профессионалов, вице-чемпион мира, обладатель малого пояса чемпиона мира.
- Владислав Андреев, мастер спорта международного класса по вольной борьбе, неоднократный призёр чемпионатов Европы.